# Exochus semilividus
Exochus semilividus är en stekelart som beskrevs av Vollenhoven 1875. Exochus semilividus ingår i släktet Exochus och familjen brokparasitsteklar. Arten är reproducerande i Sverige. Inga underarter finns listade i Catalogue of Life.